# Lakatos József
Lakatos József (Debrecen, 1796 körül – Debrecen, 1840. április 12.) református lelkész.

## Élete
Iskoláit Debrecenben járta és 1810-ben lépett a felső osztályba. 1820 végén és 1821 elején főiskolai senior volt. Akkoriban a külföldi egyetemek látogatása tiltva lévén, Bécsnél tovább nem mehetett. 1824-ben Túrkevén helyettes, majd 1825-től rendes lelkész lett. 1831-ben Debrecenben választották meg lelkésznek, de választása felett per támadt és az egyházkerület nem akarta őt megerősíteni; ennek dacára Debrecennek kedves papja volt és jeles latin költőnek tartották.
Latin versei a Pallas Debrecinaban (kiadta Péczely József Debreczen, 1828. Epithalamium in nuptias secundas I. P.=Josephus Péczely 1822.)

## Munkái
- Carmina votiva, quibus inclytae legionis principis Hessen-Homburg equitum Huszarorum antiqua vexilla, die 26. Sept. 1819. novis commutata, comitati sunt ill. collegii helv. conf. addictorum Debreciensis alumni. Debrecini, 1819. (Latin költeménye Szél Sámuel és Lengyel Imre magyar költeményeivel együtt.)
- Carmina quibus adm. rev. dni quondam Josephi Földvári, ecclesiae r. Debreczeniensis pastoris ... die 19. Mai 1830. magno bonorum omnium moerore, rebus humanis erepti memoriam pia mente prosequitur. Uo. (Magyar és latin költemények.)
- Az irgalmasság, annak tárgyai és jutalmai. Halotti elmélkedés, melyet egy számos árva testvéreit és attyafiait gyermekségektől fogva híven nevelt és táplált jó testvérnek, néhai nemes és nemzetes Tóth Ferencz úrnak, a debreczeni könyvnyomtató intézet volt érdemes igazgatójának utolsó tisztessége megadására készített és a debr. ref. ekklésia kis templomában máj. 15. 1832. elmondott. Uo.
- Öröm innepi elmélkedés, melyben a magyar nemzet legnagyobb és legjobb királyjának, Első Ferencznek ... dicső képét, néhány vonásokban híven rajzolta és annak előterjesztése által fényes gyülekezetű hallgatóit e legkegyelmesebb fejedelemnek, ... drága életéért és annak meghosszabbításáért, legméltóbb hálaadásra és imádkozásra buzdította ... febr. 12. 1833. Uo.
- Az igaz és annak emlékezete. Előadva egy rövid halotti beszédben, melyet néhai ... Vincze Susánna asszony, néhai népszószólló ... Kémeri Mikó Mihály úr özvegyének utolsó tisztessége megadására készített és a debreczeni ... ekklésia kis templomában máj. 28. 1833. elmondott. Uo. 1833.
- Az elhunyt és feltámadott fejedelem. Előadva egy rövid elmélkedésben, melyet néh. dicső emlékezetű fejedelmünk I. Ferencz erkölcsi képének még egyszeri felmutatásával, azután pedig a népnek uj királyunk V. Ferdinand uralkodásán való örömre s hálára lett buzdításával ápr. 20. 1835. tartott. Uo.
- Az igazságot és adakozást követő előljáró és annak jutalma. Uo. 1836. (Auer András fölött halotti tanítás.)
- Néhai debreczeni helv. lelkész Lakatos József emléke, néhány vegyes tartalmú egyházi beszédeiből Vásárhelyi Pál közlése folytán közrebocsátja Révész Bálint. Uo. 1854-55. Két füzet (I. Vasárnapi alkalmi és egyházi beszédek. II. Halotti egyházi beszédek. Ism. Fürdős Lajos, M. prot. egyh. irodalmi ismertetések és birálatok. Kecskemét, 1855.).